# モスクワ夏時間
モスクワ夏時間（モスクワなつじかん、Moscow Summer Time：略称MSD）は、モスクワ時間の夏時間のことである。3月の最終日曜日午前2時から10月の最終日曜日午前3時までの期間に適用されていたが、2011年に夏時間の制度は廃止された。
協定世界時（UTC）を4時間進ませた標準時で、モスクワ時間より1時間進めた時間である。ロシアは夏時間廃止の際に旧夏時間を新たな標準時としたため、新たなモスクワ時間として使用されていた。しかし国民の不満を受け、2014年10月25日をもって廃止された。